# Eric Cancès

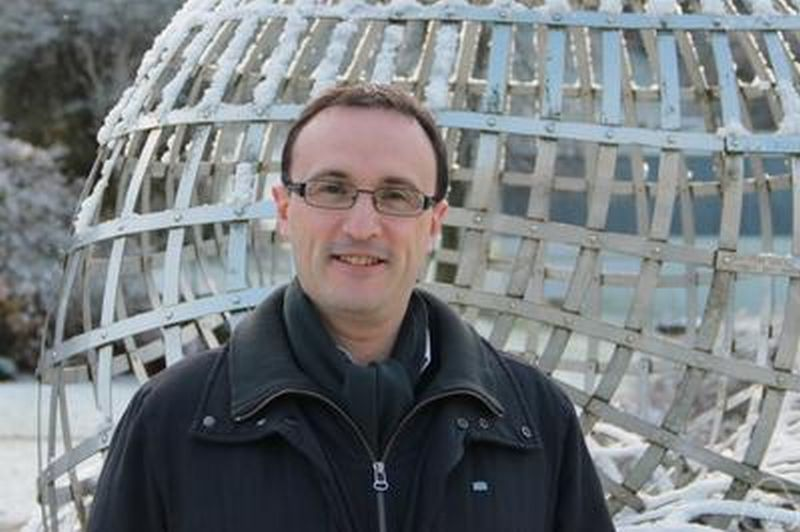
Eric Cancès, Oberwolfach 2013

Eric Cancès ist ein französischer angewandter Mathematiker und Computerphysiker.
Cancès studierte ab 1989 an der École polytechnique und danach von 1992 bis 1995 an der École des Ponts und an der Universität Paris VI. 1995 machte er seinen Abschluss und wurde 1998 an der École des Ponts in Mathematik promoviert (Molecular simulation and environmental effects: a mathematical and numerical perspective). 2003 habilitierte er sich an der Universität Paris-Dauphine (Contributions to the mathematical and numerical study of some models arising in molecular and multiscale simulations). Er ist Professor an der École des Ponts ParisTech. Er lehrt auch an der Universität Paris VI, der École Polytechnique und von 2000 bis 2004 an der Universität Paris-Dauphine.
Er befasst sich mit Multiskalen-Modellierung, Greedy-Algorithmen, Form-Optimierung, molekularer Dynamik und Flächen potentieller Energie von Molekülen sowie Laserprozessen in der Moleküldynamik, elektronischer Strukturberechnung in Festkörperphysik und Quantenchemie, numerischer Analyse von Eigenwertproblemen und Kontinuumsmodellen von Lösungen.
2014 war er eingeladener Sprecher auf dem Internationalen Mathematikerkongress in Seoul (Mathematical models and numerical methods for electronic structure calculation). 2009 erhielt er den Blaise Pascal Preis und 1992 den Le Rivot Preis der Académie des Sciences. 2013/14 war er Ordway Gastprofessor an der University of Minnesota.

## Schriften (Auswahl)
- mit Claude Le Bris, Yvon Maday: Méthodes Mathématiques en Chimie Quantique, Springer 2006
- SCF algorithms for Hartree-Fock electronic calculations, in Lecture Notes in Chemistry 74 (Springer 2000) 17-43.
- mit M. Defranceschi, W. Kutzelnigg, C. Le Bris, Y. Maday: Computational quantum chemistry: a primer, in: Ph. Ciarlet, C. Le Bris (Hrsg.), Handbook of numerical analysis. Band 10: special volume: computational chemistry, North-Holland, 2003, S. 3–270.
- Integral equation approaches for continuum models, in: B. Mennucci, R. Cammi (Hrsg.), Continuum solvation models in Chemical Physics, From theory to applications, Wiley 2007, S. 29–48.
- mit C. Le Bris, P.-L. Lions: Molecular simulation and related topics: some open mathematical problems, Nonlinearity 21 (2008) T165-T176.
- mit M. Lewin, G. Stoltz: The microscopic origin of the macroscopic dielectric permittivity of crystals, in: Lecture Notes in Computational Science and Engineering 82, Springer 2011
- mit C. Le Bris: Mathematical modeling of point defects in materials science, M3AS 23 (2013) 1795–1859.
- Mathematical perspective on Quantum Monte Carlo methods, in: V. Bach, L. Delle Site (Hrsg.), Many-Electron Approaches in Physics, Chemistry and Mathematics: A Multidisciplinary View, Springer 2014, S. 393–409.
- Electronic structure calculations (solid state physics), in: Nicholas Higham (Hrsg.), Princeton Companion to Applied Mathematics, Princeton University Press, 2015, S. 847–851.
- Self-consistent field (SCF) algorithms, in: Björn Engquist (Hrsg.), Encyclopedia of Applied and Computational Mathematics, Springer, 2015, S. 1310–1316.